# Hal Roach Jr.
Hal Roach Jr. est un producteur de télévision américain né le 15 juin 1918 et mort le 29 mars 1972. Il est le fils du producteur de cinéma Hal Roach et de l'actrice Marguerite Nichols.

## Biographie
Harold Eugene Roach Jr. est né en 1918 à Los Angeles. Il fait ses études dans une école militaire et ne rejoint son père à Hollywood qu'en 1936. À partir de cet instant, il ne quittera plus le monde de la production. Il commence, tout d'abord, par assister son père sur plusieurs films et prend petit à petit une place plus importante : celle de son père qui se retire du studio familial au milieu des années 1950. Il continue de réaliser tout au long de sa vie et meurt finalement en 1972 d'une pneumonie.

## Filmographie partielle
- 1948 : Tumak, fils de la jungle (One Million B.C), co-réalisateur
- 1950 : The Stu Erwin Show
- 1950 : Racket squad
- 1951 : Les Nouveaux Exploits de Robin des Bois (Tales of Robin Hood) de James Tinling, producteur exécutif
- 1952 : My little Margie
- 1954 : Public Defender
- 1954-1958 : Passeport to danger
- 1957 : Code 3
- 1956-1958 : The Gale Storm Show
- 1959 : Go, Johnny, Go !